# Doudeville
Doudeville é uma comuna francesa na região administrativa da Normandia, no departamento de Sena Marítimo. Estende-se por uma área de 14,49 km². Em 2010 a comuna tinha 2 526 habitantes (densidade: 174,3 hab./km²).